# Don Markstein's Toonopedia
Don Markstein's Toonopedia (укр. Мультпедія Дона Маркстайна), з підзаголовком A Vast Repository of Toonological Knowledge (укр. Величезний репозиторій мультяшних знань) — онлайн-енциклопедія, присвячена карикатурам, коміксам і анімації. Заснована Дональдом Д. Маркстайном 13 лютого 2001 року, вона позиціювалася як «перша гіпертекстова енциклопедія мультфільмів у світі» та мала на меті охопити «весь спектр американського мультяшного мистецтва».
Робота над проєктом розпочалася ще у 1999 році під назвою Don’s Cartoon Encyberpedia. Після з’ясування, що слово «Encyberpedia» є торговою маркою, Маркстайн перейменував ресурс на Don Markstein’s Cartoonopedia (2000), а згодом остаточно зупинився на Toonopedia, пояснивши свій вибір кращим ритмом і сучаснішою мовною відповідністю терміну «toon».

## Історія

### Створення
Дональд Девід Маркстайн (21 березня 1947 — 11 березня 2012) захоплювався мультфільмами з дитинства. У 1981 році разом із дружиною Джіджі Дейн заснував Apatoons — аматорську пресасоціацію, присвячену анімації. У 1984–1987 та 1992–1996 роках був редактором антології Comics Revue, яка публікувала газетні комікси. Як сценарист, він працював над Walt Disney Comics, зокрема над пригодами Дональда Дака, Мікі Мауса, Могутніх рейнджерів і кота Іка. Маркстайн працював у газеті New Orleans Times-Picayune, писав статті для недільного журналу, огляди ресторанів для Phoenix Business Journal, а також сценарії, комп’ютерні мануали й програмки для фантастичних конвентів. Брав участь в оформленні численних видань — від Comics Interview до місцевих журналів у Аризоні та Луїзіані. Під його авторством на Toonopedia було створено понад 1800 статей, зосереджених здебільшого на англомовних коміксах і анімації. Ресурс швидко здобув популярність серед фанатів попкультури та журналістів. У 2002 році Editor & Publisher назвав сайт «винятковим сховищем інформації», здатним допомогти в дослідженнях будь-кому — від комікс-колекціонера до журналіста, який пише про культурні явища чи героїв давніх часів. Серед героїв, про яких писав Маркстайн, — як популярні (на кшталт Peanuts чи Blondie), так і майже забуті, зокрема The Pie-Face Prince of Old Pretzelburg.

### Спадщина
У лютому 2011 року Дон Маркстайн переніс тяжкий інсульт, а в березні 2012 року помер від дихальної недостатності. Його родина оголосила намір продовжити оновлення сайту силами фанатів, однак з 2011 року Toonopedia більше не оновлювалася.

## Книжкові проєкти
Тематика Toonopedia перегукується з книжковими виданнями, над якими працював Маркстайн. Зокрема, він редагував A Prince Valiant Companion (1992) — посібник із хронологією коміксів про Принца Валіанта від 1937 року до завершення роботи Гала Фостера у 1980-му. Також він уклав Hot Tips from Top Comics Creators (1994) — збірку з понад тисячею порад про індустрію коміксів від фахівців, а також короткі біографії 262 творців. Незважаючи на відсутність оновлень, Toonopedia залишається унікальним архівом знань про американську комікс-культуру початку XXI століття — ентузіастським проєктом, створеним однією людиною з глибокою пристрастю до мультяшного мистецтва.